# Hauzenberg
Hauzenberg je město v německé spolkové zemi Bavorsko, v zemském okrese Pasov ve vládním obvodu Dolní Bavorsko.

## Obyvatelstvo
Žije zde přibližně 12 tisíc obyvatel.

## Politika
Městské zastupitelstvo má 24 křesel.

### Partnerská města
- Vöcklabruck
- Slovenj Gradec
- Český Krumlov